# Pterobryopsis hoehnelii
Pterobryopsis hoehnelii är en bladmossart som beskrevs av Magill in Magill och Rooy 1998. Pterobryopsis hoehnelii ingår i släktet Pterobryopsis och familjen Pterobryaceae. Inga underarter finns listade i Catalogue of Life.